# Asociace Mensy zachraňuje Lízu
Asociace Mensy zachraňuje Lízu (v anglickém originále They Saved Lisa's Brain) je 22. díl 10. řady (celkem 225.) amerického animovaného seriálu Simpsonovi. Scénář napsal Matt Selman a díl režíroval Pete Michels. V USA měl premiéru dne 9. května 1999 na stanici Fox Broadcasting Company a v Česku byl poprvé vysílán 27. března 2001 na stanici ČT1.

## Děj
Nízkotučný pudink Babi Plopwellsová sponzoruje springfieldskou soutěž, jež slibuje luxusní výlet nejodpornějšímu a nejhloupějšímu účastníkovi soutěže ve městě. Do soutěže se přihlásí mnoho obyvatel Springfieldu, ale jeden z porotců, Rainier Wolfcastle, se sám prohlásí za vítěze. Soutěž tak skončí výtržnostmi a Líza je dvakrát zasažena pudinkem do obličeje. V otevřeném dopise, který skončí v novinách a který nikdo nečte, odsoudí Líza Springfield za jeho antiintelektualismus. Zapůsobí však na springfieldskou pobočku Mensy, jež Lízu přijme za členku poté, co se s ní ředitel Skinner podělí o její rozřazovací testy a ona jim na poslední schůzku přinese koláč. 
Líza se stane členkou Mensy spolu se Skinnerem, Komiksákem, doktorem Dlahou, profesorem Frinkem a Lindsay Naegleovou. Poté, co jsou členové Mensy opilci a náčelníkem Wiggumem vystrnaděni z jejich rezervovaného altánku v parku, se obávají, že kvalita Springfieldu je špatná, protože nejhloupější obyvatelé města mají moc nad svými občanskými institucemi. Skupina Mensy se vydá konfrontovat starostu Quimbyho kvůli incidentu s altánkem. Quimby z města uteče, protože se mylně domnívá, že skupina má důkazy o jeho korupci. V městské ústavě je uvedeno, že v případě nepřítomnosti starosty mají město řídit ti nejchytřejší pomocí geniokracie. 
Skupina nyní ovládá Springfield a doufá, že se situace výrazně zlepší. Zpočátku účinně realizuje své nápady pro město, mezi něž patří zákaz zelené na semaforech a hraní pouze klasické hudby na psích závodech. To vynese Springfield na seznamu 300 nejživějších amerických měst nad East St. Louis. Skupina si však nechá přerůst přes hlavu moc a její členové se mezi sebou začnou hádat. Různé plány, jako je pořádání divadel se stínovými loutkami, Komiksákův plán omezit rozmnožování na každých 7 let a další nepopulární nápady, dále odhalují rozpory uvnitř skupiny. 
Obyvatelé Springfieldu, rozzlobení novými zákony, obklíčí intelektuály v rozzuřeném davu a ukončí vládu Mensy. Stephen Hawking se přijde podívat, co skupina Mensa chystá, a dává najevo, že na něj neudělala dojem. Zachrání však Lízu před vážným zraněním, které jí dav mohl způsobit. Nakonec se Hawking a Homer vydají do baru U Vočka na skleničku. Hawkinga zaujme Homerova teorie o „vesmíru ve tvaru koblihy“ a přemýšlí, že ji ukradne. Homer napodobuje Hawkinga ve snaze donutit ho zaplatit účet a dostane ránu boxerskou rukavicí na pružině, ukrytou v Hawkingově kolečkovém křesle. 
V další dějové linii epizody Homer během posoutěžního klání ukradne dárkový poukaz a nechá si udělat erotické fotografie jako dárek pro Marge, která je zprvu ohromena, ale rozptýlí ji interiérový design, jejž Homer provedl v jejich sklepě.

## Produkce
Scénář k dílu napsal Matt Selman a epizodu režíroval Pete Michels. Původně byla vysílána na stanici Fox ve Spojených státech 9. května 1999. Ačkoli první návrh dílu napsal Selman, nápad na epizodu předložil bývalý scenárista George Meyer. V ději epizody se Homer a Bart účastní soutěže v nechutnostech, zatímco Marge a Líza jsou v publiku. Podle Selmana se scenáristé inspirovali skutečnými nechutnými soutěžemi, které v té době „obletěly celý národ“. Před soutěží v tomto dílu dostanou diváci zdarma vzorky pudinku s názvem Babi Plopwellsová. Název pudinku byl inspirován značkou koláčů s názvem Aunt Freshly, které v té době scenáristé Simpsonových obvykle jedli.
V epizodě se poprvé oficiálně objevuje Lindsey Naegleová, slizká podnikatelka, jež se od té doby stala opakující se postavou seriálu. Zatímco různé verze této postavy se v seriálu objevily již dříve, konkrétně v epizodě 8. série Představují se Itchy, Scratchy a Poochie, v dílu 9. série Bart – televizní šoumen a rovněž v 10. sérii v dílu Dejte Líze pokoj, finální podoba postavy byla poprvé k vidění v epizodě Asociace Mensy zachraňuje Lízu. V dílu je také poprvé zmíněno jméno postavy Naegleová, které bylo částečně založeno na Selmanově agentce Sue Neagleové a jméno Lindsey bylo vybráno jako první jméno, protože Selman si myslel, že zní „otravně“ a „domýšlivě“. Naegleovou namluvila Tress MacNeilleová, jíž Selman popsal jako „obrovský přínos“ pro seriál a prohlásil, že postavě „vdechuje život“.
V dílu vystupuje anglický teoretický fyzik a kosmolog Stephen Hawking jako on sám. Podle výkonného producenta a showrunnera Ala Jeana byl Hawking požádán o hostování, protože „jsme (hledali) někoho mnohem chytřejšího, než jsou všichni členové Mensy (ve Springfieldu)“, a tak je „přirozeně napadl“. Selman dodal, že štáb Simpsonových se doslechl, že Hawking je fanouškem seriálu a že Hawkingovi rodinní příslušníci si přáli, aby v seriálu hostoval. Bill Mann z The Press Democrat tvrdil, že Hawking byl vybrán jako hostující hvězda, aby se zvýšila sledovanost seriálu.
Kristen Larsenová ve své knize Stephen Hawking: a biography napsala, že Hawking málem zmeškal natáčení, protože se mu dva dny před odletem do Los Angeles, kde se natáčení konalo, porouchal invalidní vozík. Aby bylo možné provést nezbytnou opravu, Hawkingův asistent Chris Burgoyne s pomocí technika pracoval 36 hodin. Když Hawking dorazil do Los Angeles, měl 40minutové zpoždění. Když se setkal se štábem Simpsonových, omluvil se slovy „Omlouvám se za zpoždění.“. Podle Selmana byl Hawking velmi pokorný, pokud jde o vtipy, které si z něj epizoda dělala, a prohlásil, že si „hodně střílel“ sám ze sebe. Jediná poznámka, kterou Hawking ohledně scénáře uvedl, byla, že nechtěl být v poslední scéně epizody, v níž diskutuje s Homerem o astronomii U Vočka, zobrazen jako opilý.
Kvůli onemocnění motorického neuronu nebyl Hawking schopen mluvit a komunikoval pomocí na míru vyrobeného počítače. Hawking malými pohyby těla psal do počítače text, který pak namluvil hlasový syntetizátor. Z tohoto důvodu musel Hawking všechny své repliky psát na počítači, zatímco personál je nahrával umístěním mikrofonu před reproduktor počítače. „Je snadné udělat falešného Stephena Hawkinga v komediálním televizním pořadu,“ řekl Selman v komentáři k epizodě na DVD. „Každý počítač může znít stejně jako jeho počítač, ale každou repliku, kterou jsme pro něj napsali, napsal on sám a my jsme ji nahráli našimi mikrofony, jako by vycházela z normálních úst.“ Některé Hawkingovy repliky bylo obtížné nahrát. Zejména slovo „fruitopie“ bylo pro Hawkingův počítač obtížné „dát správně dohromady“ a „trvalo věčnost“, než toto slovo z hlasového syntetizátoru zaznělo správně.

## Témata a odkazy
V knize The Simpsons and Philosophy: The D'oh! of Homer William Irwin, Mark T. Conard a Aeon J. Skoble napsali, že díl podrobně zkoumá „možnost utopické alternativy k obvyklé politice ve Springfieldu“. Epizodu označili za „ztělesnění“ rozmanitého komediálního humoru Simpsonových a napsali, že si ji lze „užít ve dvou rovinách“, jako „širokou frašku“ i jako „intelektuální satiru“. Jako příklad fraškovitého humoru této epizody uvedli její dílčí zápletku, která, jak napsali, „obsahuje jeden z nejhrubších humorů v dlouhé historii Simpsonových“. Zároveň je díl „plný“ toho, co popsali jako „jemné kulturní narážky“, jako je například design sídla skupiny Mensa, jenž vychází z domu amerického architekta Franka Lloyda Wrighta. Stejně tak Lízina výzva Springfieldu upozorňuje na „kulturní omezení amerického maloměsta“ a epizoda také tvrdí, že intelektuální pohrdání obyčejným člověkem může zajít příliš daleko a teorie může „až příliš snadno ztratit kontakt se zdravým rozumem“. Autoři knihy také tvrdili, že epizoda, stejně jako celý seriál, nabízí jakousi intelektuální obranu obyčejného člověka proti intelektuálům, což podle nich „pomáhá vysvětlit její popularitu a širokou přitažlivost“ a že díl „obhajuje obyčejného člověka proti intelektuálům způsobem, který může pochopit a užít si jak obyčejný člověk, tak intelektuál“.
V poslední scéně dílu jsou Hawking a Homer viděni, jak diskutují o vesmíru U Vočka. Scully prohlásil, že scéna byla zařazena, protože „to byla příležitost dostat nejchytřejšího člověka na světě a nejhloupějšího člověka na světě na jedno místo“. Ve scéně Hawking říká Homerovi: „Vaše teorie o vesmíru ve tvaru koblihy je zajímavá… Možná ji budu muset ukrást.“ Ve své knize What's Science Ever Done For Us? Paul Halpern napsal, že v matematice se „tvar koblihy“, trojrozměrné zobecnění prstence, označuje jako torus. Zobecnění torusu, jakákoli uzavřená křivka, která se otáčí v kruhu kolem osy, se nazývá toroid. Podle Halperna Hawkingova věta odkazuje na skutečnost, že existují „skutečné“ vědecké teorie, podle nichž je vesmír toroidální.
Jednou z porotkyň soutěže v nechutnostech v epizodě je Madeleine Albrightová, která byla v době natáčení epizody ministryní zahraničí USA. Během výtržností, jež následují po soutěži, shoří putovní výstava Van Goghových obrazů. V podzápletce epizody si Homer najme fotografku, aby ho vyfotila na erotické snímky. Její návrh vychází z americké portrétní fotografky Annie Leibovitzové. Píseň, která hraje během scén fotografování, je „I'm Too Sexy“ od anglického popového tria Right Said Fred. Během oznamování pravidel a předpisů Komiksák prohlásí, že sexuální styk bude ve Springfieldu povolen pouze jednou za 7 let; jde o odkaz na pon farr, termín používaný v seriálu Star Trek k popisu psychofyzického účinku říjného cyklu, který postihuje fiktivní rasu Vulkánců každých sedm let. Jeho posměšná věta „Jsem chytrý, mnohem chytřejší než ty, Dla-ho!“ je také na melodii fanfár ze Star Treku. V dílu je také zmíněna herečka Geena Davisová a kreslíř Mell Lazarus, kteří jsou členy Mensy.

## Přijetí

### Vysílání a kontroverze
V původním americkém vysílání 9. května 1999 získal díl podle agentury Nielsen Media Research rating 6,8, což v přepočtu znamená přibližně 6,8 milionu diváků. V týdnu od 3. do 9. května 1999 se epizoda umístila na 54. místě v žebříčku sledovanosti. Deník Boston Herald považoval sledovanost dílu za velmi nízkou a poznamenal, že dosáhla „historického minima“ ve sledovanosti.
Ve scéně v epizodě Komiksák oznamuje, že Springfield je na 299. místě v seznamu 300 nejpříjemnějších měst k životu ve Spojených státech, přičemž na posledním místě je East St. Louis. Toho si všiml novinář z „místních novin z East St. Louis“ a zavolal Selmanovi, aby se ho zeptal, proč si „střílí z East St. Louis“. Selman mu žertem odpověděl: „Protože je to slum prolezlý crackem.“. Po rozhovoru odjel na dva týdny na dovolenou do Řecka. Zatímco byl Selman na dovolené, výkonnému producentovi a šéfovi seriálu Miku Scullymu zavolala publicistka Simpsonových Antonia Coffmanová a oznámila mu, že Selmanův komentář o East St. Louis vzaly noviny „velmi vážně“. Štáb Simpsonových obdržel několik rozzlobených dopisů od obyvatel East St. Louis, kteří požadovali omluvu. Protože Selman nebyl k zastižení, museli se o spor postarat ostatní členové štábu.
Když se Selman vrátil, Scully mu vynadal a řekl mu, že se musí omluvit starostovi East St. Louis, kterého, aniž by to Selman věděl, pouze hrál Marc Wilmore. Wilmore, bývalý scenárista televizní komedie The PJs, byl Scullym požádán, aby se zúčastnil žertíku, v němž měl hrát starostu East St. Louis a konfrontovat Selmana kvůli jeho kontroverznímu výroku. Podle Selmana podal Wilmore „výkon hodný Oscara“. „Byl jsem vyděšený,“ uvedl v komentáři k epizodě na DVD, „(vedli jsme) dvacetiminutovou diskusi, v níž (Wilmore) řekl, že (jeho) děti se ve škole posmívají (kvůli Selmanovým výrokům) a že pobočku Foxu vyhodí.“ Podle Wilmora Selman okamžitě obvinil ostatní scenáristy. Selman řekl: „No, všichni se účastní, víte? Nikdy jste neslyšel o slově ‚spolupráce‘?“ Selman si uvědomil, že jde o vtip, když se otočil a viděl, jak se „všichni ostatní scenáristé smějí“. „Tak se mi ulevilo, byl jsem celý zpocený. (…) Zradil jsem své kolegy scenáristy, snažil jsem se je dostat do potíží a všichni mě poznali jako přeběhlíka, kterým jsem byl,“ uvedl. 
Jako kompenzaci za svou účast na vtipu dostal Wilmore roli v epizodě 11. série Šílená a ještě šílenější Marge, v níž nadaboval psychologa. V roce 2002 se Wilmore stal scenáristou seriálu Simpsonovi.

### Vydání a přijetí kritikou
Dne 7. srpna 2007 byl díl vydán jako součást DVD boxu The Simpsons – The Complete Tenth Season. Mike Scully, Matt Selman, Ron Hauge, Rich Appel, Marc Wilmore a Pete Michels se podíleli na audiokomentáři k epizodě na DVD. Po vydání na DVD se epizoda setkala se smíšeným hodnocením kritiků. James Plath z DVD Town epizodu hodnotil kladně a označil ji za jeden z lepších dílů sezóny. Ian Jane z DVD Talk napsal, že ačkoli díly, které se točí kolem Lízy, bývají „méně oblíbené“ než jiné, díl považuje za „dobře udělaný“. Colin Jacobson z DVD Movie Guide epizodu hodnotil smíšeně a napsal: „Líbí se mi, že si dělá legraci z Mensy, jedné z nejnafoukanějších a nejsamolibějších skupin. Seriálu se podařilo několik dobrých úsměvů, když si jde po krku s různými domýšlivci.“. Nicméně dodal, že „pořad po chvíli vyprchá“ a že se „nikdy nestane zvlášť zapamatovatelným“. Recenzent serveru Currentfilm.com napsal, že díl sice „není bez kouzla“, ale „prostě nedrží moc dobře“. Jake MacNeill z Digital Entertainment News napsal, že epizoda je „skvělá, pokud si myslíte, že palindromy jsou vtipné“, a dodal, že je to jeden z nejhorších dílů sezóny. Warren Martyn a Adrian Wood, autoři knihy I Can't Believe It's a Bigger and Better Updated Unofficial Simpsons Guide, ji popsali jako „retrakci“ epizody Líza z rodu Simpsonů z 9. sezóny. Díl označili za „velmi, velmi nudný“.
Na druhou stranu vystoupení Stephena Hawkinga v dílu kritici ocenili. Ačkoli se jim epizoda obecně nelíbila, Martyn a Wood napsali, že Hawkingovo cameo „zachraňuje (díl) od toho, aby byl velmi nudný.“ Plath označil vystoupení za „velmi vtipné“, zatímco Jane ho popsala jako „skvělé“. Hawking se dostal na 7. místo v seznamu 11 nejlepších hostujících hvězd Simpsonových, který sestavila společnost UGO, a skončil na 14. místě v žebříčku 20 nejlepších hostujících hlasů Simpsonových všech dob, který sestavil Ryan Stewart z The Boston Phoenix. Stewart napsal, že Hawkingova hláška „Tvoje teorie o vesmíru ve tvaru koblihy mě zaujala, Homere. Možná ji budu muset ukrást.“ je „nezapomenutelný“ citátem epizody. Ethan Alter z The Morning Call označil Hawkingovo cameo za jedno z 10 nejlepších v seriálu a napsal, že Hawkingova nejlepší hláška v epizodě byla: „Chtěl jsem vidět tvou utopii, ale teď vidím, že je to spíš fruitopie.“. Eric Goldman, Dan Iverson a Brian Zoromski napsali pro IGN, že Hawking se umístil na 16. místě jejich seznamu 25 nejlepších hostujících hlasů v Simpsonových. Napsali, že měl v epizodě „poměrně významnou“ roli a že měl „několik skvělých hlášek“.

### Hawkingova odpověď
Po odvysílání epizody Hawking řekl štábu Simpsonových, že se mu všechny vtipy „líbily“, a v rozhovoru pro The Guardian v roce 2005 uvedl, že jeho hostování v Simpsonových bylo „skvělou zábavou“. Na základě Hawkingova vystoupení v Simpsonových byla vyrobena akční figurka, na jejíž obrazovce počítače je napsáno: „Jestli hledáš potíže, tak jsi je našel.“, což je hláška z tohoto dílu. Od této epizody Hawking v Simpsonových hostoval třikrát. V roce 2005 se objevil v epizodě 16. série Kdo se bojí pokrývače?, v roce 2007 hrál v dílu 18. série Stůj, nebo můj pes vystřelí a v roce 2010 se objevil v premiéře 22. série Muzikál ze základní.
Hawking však také vyjádřil nespokojenost ohledně dopadu na jeho proslulost způsobenou jeho účinkováním v dílu. V debatě s fyzikem Brianem Coxem v deníku The Guardian byl Hawking dotázán, jaká je nejčastější mylná představa o jeho práci. Odpověděl: „Lidé si myslí, že jsem postavička ze Simpsonových.“ Peter Hutchison napsal pro deník The Daily Telegraph, že Hawking „má pocit, že někdy není náležitě uznáván za svůj přínos k našemu chápání vesmíru“. Sherman Young ve své knize The book is dead: long live the book napsal, že většina lidí zná Hawkinga spíše z jeho účinkování v Simpsonových než z toho, co napsal.